# 위트니 (영국 의회 선거구)
위트니 (Witney)는 영국 의회 하원에서 지역을 대표하는 옥스퍼드셔 주의 자치주 선거구이다. 선거에서 다수대표제를 통해 국회의원 (MP) 1인을 선출하며, 1983년 총선에서 새로 만들어졌다.
2001년부터 2016년까지는 보수당 당수 (2005~2016년)와 영국 수상 (2010~2016년)을 재임한 데이비드 캐머런이 지역 대표 국회의원이었다. 2016년 9월 12일 총리에서 사임한다는 발표를 한 직후, 캐머런 의원은 의원직 역시 직접 사임하겠다고 밝히면서 공석으로 남게 되었다. 이후 2016년 위트니 재보궐선거가 치러졌고, 같은 보수당 소속인 로버트 코츠가 이전 선거보다 상당히 줄어든 과반득표수로 승리해 의원직에 올랐다.
위트니 선거구는 웨스트옥스퍼드셔 구와 경계가 거의 동일하며 구내에 카터튼, 치핑노튼, 우드스톡 시를 포함하고 있다.

## 역사

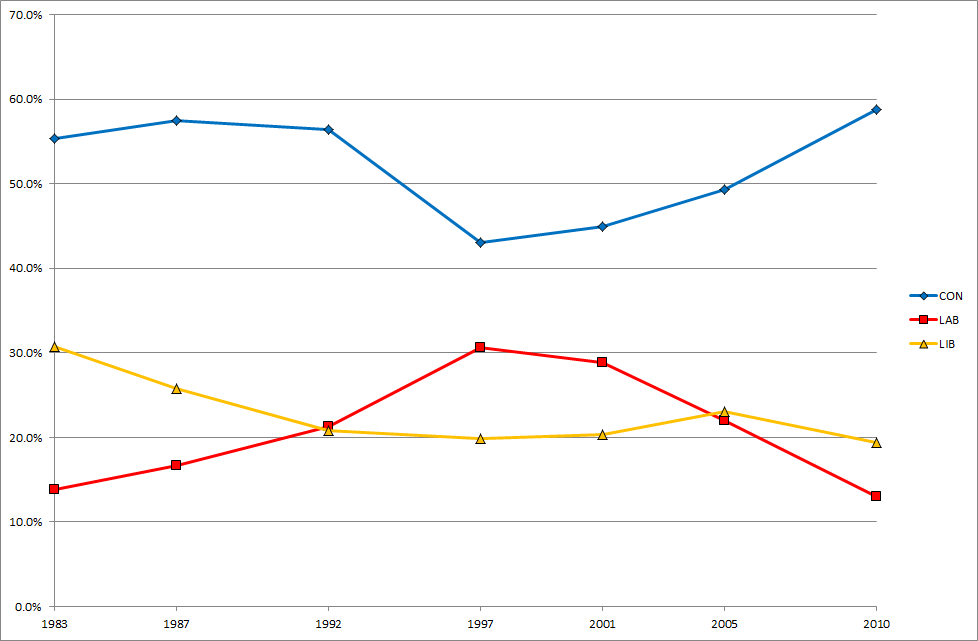
1983년 이후 위트니 선거구의 선거 결과 도표

위트니 선거구는 보수당의 지정석이다. 첫번째로 당선된 의원은 더글러스 허드로, 마거릿 대처와 존 메이저 내각의 장관을 모두 지냈고 1997년 물러났다.
허드는 1997년 총선에서 숀 우드워드에게 의원직을 넘겼다. 그러나 우드워드는 1999년 노동당에게 패했고, 위트니 선거구에서는 예상치 못하게 노동당 의원 한명이 생기게 되었다. 우드워드는 위트니에서 노동당 후보로 출마하지 않았고, 그대신 1997년에 앨런 호워스가 했던 관행을 따라 노동당의 지정석인 세인트헬렌스사우스로 지역을 옮겼다.
2001년 총선에서는 데이비드 캐머런이 위트니의 국회의원으로 당선되었고, 그 이후로 의석을 지키고 있다. 캐머런은 2005년 12월부터 보수당의 대표를, 2010년 5월부터는 수상을 맡고 있다. 2015년 총선에서 캐머런은 위트니에서 최다 득표인 25,155표를 받아 본인의 정치 경력 사상 최고치로 4선에 성공했다. 이때 보수당은 하원 내에서 232석을 얻은 노동당과는 달리 330석을 확보하여 뜻밖의 과반을 차지했으며, 다수당 내각을 수립할 수 있게 되었다.

## 구획
1983년 ~ 1997년: 웨스트옥스퍼드셔 구의 애스콧 십턴 구, 애스턴뱀튼 스탠드레이크 구, 뱀튼 구, 블레이든 카싱턴 구, 브라이즈노턴 커브릿지 구, 버포드 구, 카터턴노스 구, 카터턴사우스 구, 차들링턴 구, 찰버리 구, 치핑노턴 구, 클랜필드 실턴 구, 컴브 스톤스필드 구, 더클링턴 구, 엔스턴 구, 아인셤 구, 필킨스 랭퍼드 구, 핀스톡 리필드 구, 프릴랜드 핸버러 구, 헤일리 구, 킹엄 구, 밀턴언더위치우드 구, 민스터러벨 구, 노스레이프 구, 롤라잇 구, 스탠턴하코트 구, 위트니이스트 구, 위트니노스 구, 위트니사우스 구, 위트니웨스트 구, 우드스톡 구. 체어웰 구의 고스퍼드 구, 노스웨스트키들링턴 구, 사우스이스트키들링턴 구, 사우스이스트키들링턴 구, 얀턴 구
1997년 ~ 2010년: 웨스트옥스퍼드셔 구와 체어웰 구의 얀턴 구.
2010년 ~: 웨스트옥스퍼드셔 구
2004년에 진행된 영국 구획위원회의 제 5차 웨스트민스터 선거구 정례검토 중에서 위트니 선거구가 웨스트옥스퍼드셔 구 전체로 구성될 수 있다고 보도됐다. 7년 뒤 구획위원회는 변경하지 말 것을 권고했다.
19세기 후반에는 중심부에 있는 위트니와 함께 브램턴이스트 지방행정구가 우드스톡 선거구의 일부를 이뤘다.
1974년까지 현 위트니 선거구의 대부분 지역은 우드스톡 선거구, 나중에는 밴버리 선거구의 일부로 남아 있었다. 1974년부터 1983년까지 위트니 지역은 불링던과 플러플리 일부 지역과 함께 미드옥스퍼드셔 선거구에 포함됐다. 1983년부터 위트니는 그 자체로 완전한 의회 선거구가 되었으며, 1997년까지 주변 마을들을 추가한 웨스트옥스퍼드셔 구 전체로 구성됐다.
2010년 총선에서 위트니 의회 선거구의 경계가 변경되어 웨스트옥스퍼드셔 구의회의 경계와 거의 접하게 되었다.

## 역대 국회의원
| 선거 | 선거 | 의원            | 정당   | 비고                                                                               |
| ---- | ---- | --------------- | ------ | ---------------------------------------------------------------------------------- |
|      | 1983 | 더글러스 허드   | 보수당 | 이후 웨스트웰의 허드 남작이 됨. 1984년 ~ 1995년 내각장관 재직.                     |
|      | 1997 | 숀 우드워드     | 보수당 | 2001년부터는 세인트헬렌스사우스 선거구의 의원이 됨. 이후 북아일랜드 장관으로 재직. |
|      | 1999 | 숀 우드워드     | 노동당 | 2001년부터는 세인트헬렌스사우스 선거구의 의원이 됨. 이후 북아일랜드 장관으로 재직. |
|      | 2001 | 데이비드 캐머런 | 보수당 | 2005 ~ 2016년 보수당 대표. 2010 ~ 2016년 영국총리                                  |
|      | 2016 | 로버트 코츠     | 보수당 |                                                                                    |

## 역대 선거 결과
| 선거                                                           | 선거 결과 | 선거 결과                                                                       | 후보                       | 후보                           | 정당   | 득표   | %     | ±%    |
| -------------------------------------------------------------- | --------- | ------------------------------------------------------------------------------- | -------------------------- | ------------------------------ | ------ | ------ | ----- | ----- |
| 2016년 재보궐선거 투표수: 38,492 (46.8%) (−26.5)               |           | 보수당 유지 과반 득표: 5,702 (14.8%) −28.2                                      |                            | 로버트 코츠                    | 보수당 | 17,313 | 45.0  | −15.2 |
| 2016년 재보궐선거 투표수: 38,492 (46.8%) (−26.5)               |           | 보수당 유지 과반 득표: 5,702 (14.8%) −28.2                                      | 리즈 레프맨                | 자유민주당                     | 11,611 | 30.2   | +23.5 |       |
| 2016년 재보궐선거 투표수: 38,492 (46.8%) (−26.5)               |           | 보수당 유지 과반 득표: 5,702 (14.8%) −28.2                                      | 덩컨 엔라이트              | 노동당                         | 5,765  | 15.0   | -2.2  |       |
| 2016년 재보궐선거 투표수: 38,492 (46.8%) (−26.5)               |           | 보수당 유지 과반 득표: 5,702 (14.8%) −28.2                                      | 래리 샌더스                | 녹색당                         | 1,363  | 3.5    | -1.5  |       |
| 2016년 재보궐선거 투표수: 38,492 (46.8%) (−26.5)               |           | 보수당 유지 과반 득표: 5,702 (14.8%) −28.2                                      | 디키 버드                  | 영국 독립당                    | 1,354  | 3.5    | -5.6  |       |
| 2016년 재보궐선거 투표수: 38,492 (46.8%) (−26.5)               |           | 보수당 유지 과반 득표: 5,702 (14.8%) −28.2                                      | 헬렌 샐리스베리            | 국민건강행동당                 | 433    | 1.1    | 0.0   |       |
| 2016년 재보궐선거 투표수: 38,492 (46.8%) (−26.5)               |           | 보수당 유지 과반 득표: 5,702 (14.8%) −28.2                                      | 대니얼 스키드모어          | 무소속                         | 151    | 0.4    | N/A   |       |
| 2016년 재보궐선거 투표수: 38,492 (46.8%) (−26.5)               |           | 보수당 유지 과반 득표: 5,702 (14.8%) −28.2                                      | 매드 해터                  | 괴수 발광 괴짜당               | 129    | 0.3    | N/A   |       |
| 2016년 재보궐선거 투표수: 38,492 (46.8%) (−26.5)               |           | 보수당 유지 과반 득표: 5,702 (14.8%) −28.2                                      | 니콜라스 워드              | 무소속                         | 93     | 0.2    | N/A   |       |
| 2016년 재보궐선거 투표수: 38,492 (46.8%) (−26.5)               |           | 보수당 유지 과반 득표: 5,702 (14.8%) −28.2                                      | 데이비드 비숍              | 버스패스 엘비스당              | 61     | 0.2    | N/A   |       |
| 2016년 재보궐선거 투표수: 38,492 (46.8%) (−26.5)               |           | 보수당 유지 과반 득표: 5,702 (14.8%) −28.2                                      | 토비 저그 경               | 별난당                         | 59     | 0.2    | N/A   |       |
| 2016년 재보궐선거 투표수: 38,492 (46.8%) (−26.5)               |           | 보수당 유지 과반 득표: 5,702 (14.8%) −28.2                                      | 윈스턴 매켄지              | 잉글랜드 민주당                | 52     | 0.1    | N/A   |       |
| 2016년 재보궐선거 투표수: 38,492 (46.8%) (−26.5)               |           | 보수당 유지 과반 득표: 5,702 (14.8%) −28.2                                      | 에밀리아 아노              | 원 러브 당                     | 44     | 0.1    | N/A   |       |
| 2016년 재보궐선거 투표수: 38,492 (46.8%) (−26.5)               |           | 보수당 유지 과반 득표: 5,702 (14.8%) −28.2                                      | 애덤 나이트                | 무소속                         | 27     | 0.1    | N/A   |       |
| 2015년 5월 총선 투표수: 58,482 (74.8%) (+1.5)                  |           | 보수당 유지 과반 득표: 25,155 (43.0%) +3.6                                      |                            | 데이비드 캐머런                | 보수당 | 35,201 | 60.2  | +1.4  |
| 2015년 5월 총선 투표수: 58,482 (74.8%) (+1.5)                  |           | 보수당 유지 과반 득표: 25,155 (43.0%) +3.6                                      | 덩컨 엔라이트              | 노동당                         | 10,046 | 17.2   | +4.2  |       |
| 2015년 5월 총선 투표수: 58,482 (74.8%) (+1.5)                  |           | 보수당 유지 과반 득표: 25,155 (43.0%) +3.6                                      | 사이먼 스트러트            | 영국 독립당                    | 5,352  | 9.2    | +5.7  |       |
| 2015년 5월 총선 투표수: 58,482 (74.8%) (+1.5)                  |           | 보수당 유지 과반 득표: 25,155 (43.0%) +3.6                                      | 앤디 그레이엄              | 자유민주당                     | 3,953  | 6.8    | -12.7 |       |
| 2015년 5월 총선 투표수: 58,482 (74.8%) (+1.5)                  |           | 보수당 유지 과반 득표: 25,155 (43.0%) +3.6                                      | 스튜어트 서덜랜드 맥도날드 | 녹색당                         | 2,970  | 5.1    | +0.9  |       |
| 2015년 5월 총선 투표수: 58,482 (74.8%) (+1.5)                  |           | 보수당 유지 과반 득표: 25,155 (43.0%) +3.6                                      | 클라이브 피델              | 국민건강행동당                 | 616    | 1.1    | N/A   |       |
| 2015년 5월 총선 투표수: 58,482 (74.8%) (+1.5)                  |           | 보수당 유지 과반 득표: 25,155 (43.0%) +3.6                                      | 콜린 로널드 벡스           | 웨섹스 지역주의자당            | 110    | 0.2    | +0.1  |       |
| 2015년 5월 총선 투표수: 58,482 (74.8%) (+1.5)                  |           | 보수당 유지 과반 득표: 25,155 (43.0%) +3.6                                      | 크리스토퍼 톰슨            | 무소속                         | 94     | 0.2    | N/A   |       |
| 2015년 5월 총선 투표수: 58,482 (74.8%) (+1.5)                  |           | 보수당 유지 과반 득표: 25,155 (43.0%) +3.6                                      | 비비언 이네즈 손더스       | 스포츠의 부가가치세를 인하하라 | 56     | 0.1    | N/A   |       |
| 2015년 5월 총선 투표수: 58,482 (74.8%) (+1.5)                  |           | 보수당 유지 과반 득표: 25,155 (43.0%) +3.6                                      | 바비 스미스                | 나에게 엘모를 돌려달라         | 37     | 0.1    | N/A   |       |
| 2015년 5월 총선 투표수: 58,482 (74.8%) (+1.5)                  |           | 보수당 유지 과반 득표: 25,155 (43.0%) +3.6                                      | 딕 잭슨                    | 대지당                         | 35     | 0.1    | +0.1  |       |
| 2015년 5월 총선 투표수: 58,482 (74.8%) (+1.5)                  |           | 보수당 유지 과반 득표: 25,155 (43.0%) +3.6                                      | 너던 폴 핸들리             | 무소속                         | 12     | 0.0    | N/A   |       |
| 2010년 5월 총선 투표수: 57,769 (73.3%) (+4.3)                  |           | 보수당 유지 과반 득표: 22,740 (39.4%) +12.5 자유민주당에서 보수당으로 6.3% 선회 |                            | 데이비드 캐머런                | 보수당 | 33,973 | 58.8  | +9.4  |
| 2010년 5월 총선 투표수: 57,769 (73.3%) (+4.3)                  |           | 보수당 유지 과반 득표: 22,740 (39.4%) +12.5 자유민주당에서 보수당으로 6.3% 선회 | 던 반즈                    | 자유민주당                     | 11,233 | 19.4   | −3.1  |       |
| 2010년 5월 총선 투표수: 57,769 (73.3%) (+4.3)                  |           | 보수당 유지 과반 득표: 22,740 (39.4%) +12.5 자유민주당에서 보수당으로 6.3% 선회 | 조 골드버그                | 노동당                         | 7,511  | 13.0   | −9.4  |       |
| 2010년 5월 총선 투표수: 57,769 (73.3%) (+4.3)                  |           | 보수당 유지 과반 득표: 22,740 (39.4%) +12.5 자유민주당에서 보수당으로 6.3% 선회 | 스튜어트 맥도날드          | 녹색당                         | 2,385  | 4.1    | +1.0  |       |
| 2010년 5월 총선 투표수: 57,769 (73.3%) (+4.3)                  |           | 보수당 유지 과반 득표: 22,740 (39.4%) +12.5 자유민주당에서 보수당으로 6.3% 선회 | 니콜라이 톨스토이 백작     | 영국 독립당                    | 2,001  | 3.5    | +0.9  |       |
| 2010년 5월 총선 투표수: 57,769 (73.3%) (+4.3)                  |           | 보수당 유지 과반 득표: 22,740 (39.4%) +12.5 자유민주당에서 보수당으로 6.3% 선회 | 하울링 라우드 호프         | 틀:정당색/영국을 확인해 주세요 | 234    | 0.3    | N/A   |       |
| 2010년 5월 총선 투표수: 57,769 (73.3%) (+4.3)                  |           | 보수당 유지 과반 득표: 22,740 (39.4%) +12.5 자유민주당에서 보수당으로 6.3% 선회 | 폴 웨슨                    | 무소속                         | 166    | 0.3    | N/A   |       |
| 2010년 5월 총선 투표수: 57,769 (73.3%) (+4.3)                  |           | 보수당 유지 과반 득표: 22,740 (39.4%) +12.5 자유민주당에서 보수당으로 6.3% 선회 | 조니 쿡                    | 무소속                         | 151    | 0.3    | N/A   |       |
| 2010년 5월 총선 투표수: 57,769 (73.3%) (+4.3)                  |           | 보수당 유지 과반 득표: 22,740 (39.4%) +12.5 자유민주당에서 보수당으로 6.3% 선회 | 콜린 롤란드 벡스           | 웨섹스 지역주의자당            | 62     | 0.1    | N/A   |       |
| 2010년 5월 총선 투표수: 57,769 (73.3%) (+4.3)                  |           | 보수당 유지 과반 득표: 22,740 (39.4%) +12.5 자유민주당에서 보수당으로 6.3% 선회 | 애론 바스척                | 무소속                         | 53     | 0.1    | N/A   |       |
| 2005년 5월 총선 투표수: 53,869 (69.0%) (+3.1)                  |           | 보수당 유지 과반 득표: 14,156 (26.3%) +10.1 자유민주당에서 보수당으로 0.8% 선회 |                            | 데이비드 캐머런                | 보수당 | 26,571 | 49.3  | +4.3  |
| 2005년 5월 총선 투표수: 53,869 (69.0%) (+3.1)                  |           | 보수당 유지 과반 득표: 14,156 (26.3%) +10.1 자유민주당에서 보수당으로 0.8% 선회 | 리즈 래프맨                | 자유민주당                     | 12,415 | 23.0   | +2.7  |       |
| 2005년 5월 총선 투표수: 53,869 (69.0%) (+3.1)                  |           | 보수당 유지 과반 득표: 14,156 (26.3%) +10.1 자유민주당에서 보수당으로 0.8% 선회 | 토니 그레이                | 노동당                         | 11,845 | 22.0   | −6.8  |       |
| 2005년 5월 총선 투표수: 53,869 (69.0%) (+3.1)                  |           | 보수당 유지 과반 득표: 14,156 (26.3%) +10.1 자유민주당에서 보수당으로 0.8% 선회 | 리처드 도젯데이비스        | 녹색당                         | 1,682  | 3.2    | +0.9  |       |
| 2005년 5월 총선 투표수: 53,869 (69.0%) (+3.1)                  |           | 보수당 유지 과반 득표: 14,156 (26.3%) +10.1 자유민주당에서 보수당으로 0.8% 선회 | 폴 웨슨                    | 영국 독립당                    | 1,356  | 2.5    | +0.9  |       |
| 2001년 6월 총선 투표수: 49,203 (65.9%) (−10.8)                 |           | 보수당 유지 과반 득표: 7,973 (16.2%) +3.8 노동당에서 보수당으로 1.9% 선회       |                            | 데이비드 캐머런                | 보수당 | 22,153 | 45.0  | +2.0  |
| 2001년 6월 총선 투표수: 49,203 (65.9%) (−10.8)                 |           | 보수당 유지 과반 득표: 7,973 (16.2%) +3.8 노동당에서 보수당으로 1.9% 선회       | 마이클 바틀렛              | 노동당                         | 14,180 | 28.8   | −1.8  |       |
| 2001년 6월 총선 투표수: 49,203 (65.9%) (−10.8)                 |           | 보수당 유지 과반 득표: 7,973 (16.2%) +3.8 노동당에서 보수당으로 1.9% 선회       | 개러스 엡스                | 자유민주당                     | 10,000 | 20.3   | +0.5  |       |
| 2001년 6월 총선 투표수: 49,203 (65.9%) (−10.8)                 |           | 보수당 유지 과반 득표: 7,973 (16.2%) +3.8 노동당에서 보수당으로 1.9% 선회       | 마크 스티븐슨              | 녹색당                         | 1,100  | 2.2    | +1.1  |       |
| 2001년 6월 총선 투표수: 49,203 (65.9%) (−10.8)                 |           | 보수당 유지 과반 득표: 7,973 (16.2%) +3.8 노동당에서 보수당으로 1.9% 선회       | 베리 비들                  | 무소속                         | 1,003  | 2.0    | N/A   |       |
| 2001년 6월 총선 투표수: 49,203 (65.9%) (−10.8)                 |           | 보수당 유지 과반 득표: 7,973 (16.2%) +3.8 노동당에서 보수당으로 1.9% 선회       | 케네스 듀크스              | 영국 독립당                    | 767    | 1.6    | +0.2  |       |
| 1997년 5월 총선 투표수: 56,401 (76.7%) (-5.2)                  |           | 보수당 유지 과반 득표: 7,028 (12.4%) −27.3 보수당에서 노동당으로 13.7% 선회     |                            | 숀 우드워드                    | 보수당 | 24,282 | 43.0  | −14.8 |
| 1997년 5월 총선 투표수: 56,401 (76.7%) (-5.2)                  |           | 보수당 유지 과반 득표: 7,028 (12.4%) −27.3 보수당에서 노동당으로 13.7% 선회     | 알렉산더 J. 홀링스워스     | 노동당                         | 17,254 | 30.6   | +12.5 |       |
| 1997년 5월 총선 투표수: 56,401 (76.7%) (-5.2)                  |           | 보수당 유지 과반 득표: 7,028 (12.4%) −27.3 보수당에서 노동당으로 13.7% 선회     | 안젤라 로렌스 여사         | 자유민주당                     | 11,202 | 19.9   | −2.7  |       |
| 1997년 5월 총선 투표수: 56,401 (76.7%) (-5.2)                  |           | 보수당 유지 과반 득표: 7,028 (12.4%) −27.3 보수당에서 노동당으로 13.7% 선회     | 조프리 M. 브라운           | 국민투표당                     | 2,262  | 4.0    | N/A   |       |
| 1997년 5월 총선 투표수: 56,401 (76.7%) (-5.2)                  |           | 보수당 유지 과반 득표: 7,028 (12.4%) −27.3 보수당에서 노동당으로 13.7% 선회     | 마이클 몽고메리            | 영국 독립당                    | 765    | 1.4    | N/A   |       |
| 1997년 5월 총선 투표수: 56,401 (76.7%) (-5.2)                  |           | 보수당 유지 과반 득표: 7,028 (12.4%) −27.3 보수당에서 노동당으로 13.7% 선회     | 수 N. 채플페리             | 녹색당                         | 636    | 1.1    | +0.0  |       |
| 1992년 4월 총선 투표수: 64,306 (81.9%) (+4.7)                  |           | 보수당 유지 과반 득표: 22,568 (35.1%) +3.4 보수당에서 노동당으로 2.8% 선회      |                            | 더글라스 허드                  | 보수당 | 36,256 | 56.4  | −1.1  |
| 1992년 4월 총선 투표수: 64,306 (81.9%) (+4.7)                  |           | 보수당 유지 과반 득표: 22,568 (35.1%) +3.4 보수당에서 노동당으로 2.8% 선회      | 제임스 플라스킷            | 노동당                         | 13,688 | 21.3   | +4.6  |       |
| 1992년 4월 총선 투표수: 64,306 (81.9%) (+4.7)                  |           | 보수당 유지 과반 득표: 22,568 (35.1%) +3.4 보수당에서 노동당으로 2.8% 선회      | 이안 M. 블레어             | 자유민주당                     | 13,393 | 20.8   | −4.9  |       |
| 1992년 4월 총선 투표수: 64,306 (81.9%) (+4.7)                  |           | 보수당 유지 과반 득표: 22,568 (35.1%) +3.4 보수당에서 노동당으로 2.8% 선회      | 샬럿 벡포드 여사           | 녹색당                         | 716    | 1.1    | N/A   |       |
| 1992년 4월 총선 투표수: 64,306 (81.9%) (+4.7)                  |           | 보수당 유지 과반 득표: 22,568 (35.1%) +3.4 보수당에서 노동당으로 2.8% 선회      | 샐리 B. 캐틀링 씨          | 자연법칙당                     | 134    | 0.2    | N/A   |       |
| 1992년 4월 총선 투표수: 64,306 (81.9%) (+4.7)                  |           | 보수당 유지 과반 득표: 22,568 (35.1%) +3.4 보수당에서 노동당으로 2.8% 선회      | 마릴린 C.C. 브라운 여사    | 무소속 보수당                  | 119    | 0.2    | N/A   |       |
| 1987년 6월 총선 유권자수: 75,284 투표수: 58,185 (77.3%) (+2.6) |           | 보수당 유지 과반 득표: 18,464 (31.7%) +7.2 자유당에서 보수당으로 3.6% 선회      |                            | 더글라스 허드                  | 보수당 | 33,458 | 57.5  | +2.1  |
| 1987년 6월 총선 유권자수: 75,284 투표수: 58,185 (77.3%) (+2.6) |           | 보수당 유지 과반 득표: 18,464 (31.7%) +7.2 자유당에서 보수당으로 3.6% 선회      | 뮤리엘 이더 버튼           | 자유당                         | 14,994 | 25.8   | −5.1  |       |
| 1987년 6월 총선 유권자수: 75,284 투표수: 58,185 (77.3%) (+2.6) |           | 보수당 유지 과반 득표: 18,464 (31.7%) +7.2 자유당에서 보수당으로 3.6% 선회      | 크리스틴 프랜시스 콜레트   | 노동당                         | 9,733  | 16.7   | +2.9  |       |
| 1983년 6월 총선 유권자수: 69,362 투표수: 51,823 (74.7%)        |           | 보수당 승리 과반 득표: 12,712 (24.5%)                                           |                            | 더글라스 허드                  | 보수당 | 28,695 | 55.4  | N/A   |
| 1983년 6월 총선 유권자수: 69,362 투표수: 51,823 (74.7%)        |           | 보수당 승리 과반 득표: 12,712 (24.5%)                                           | J. 바스턴                  | 자유당                         | 15,983 | 30.8   | N/A   |       |
| 1983년 6월 총선 유권자수: 69,362 투표수: 51,823 (74.7%)        |           | 보수당 승리 과반 득표: 12,712 (24.5%)                                           | 캐롤 B. 도우스             | 노동당                         | 7,145  | 13.8   | N/A   |       |

## 같이 보기
- 옥스퍼드셔 주의 의회 선거구 목록
- 헨리 (영국 의회 선거구)
- 옥스퍼드이스트 (영국 의회 선거구)
- 옥스퍼드웨스트 애빙던 (영국 의회 선거구)
- 원티지 (영국 의회 선거구)